# スナックワールド
『スナックワールド』（The SNACK WORLD）は、レベルファイブによるメディアミックスコンテンツ。

## 概要
『イナズマイレブンシリーズ』『ダンボール戦機』『妖怪ウォッチ』に続くレベルファイブのクロスメディアプロジェクトの第4弾となるタイトル。
「ハイパーカジュアルファンタジー」と称し、RPGにおける定番の中世ヨーロッパ風ハイ・ファンタジーにスマートフォンやコンビニエンスストアといった現代的要素を混在させた独特の作品世界が特徴。先の同社クロスメディアプロジェクト群と同様に、テレビアニメ・コミック・ゲーム連動玩具など多角メディア展開が行われる。
2015年の「LEVEL5 VISION 2015 -THE BEGINNING-」にて正式発表され、その後1年以上続報の無い状態であったが2016年7月27日開催の「LEVEL5 VISION 2016」において追加情報とともに発売時期が定められた事を発表した。
2018年、一般社団法人キャラクターブランド・ライセンス協会が主催する日本キャラクター大賞のニューフェイス賞を受賞。

## ゲーム版

### スナックワールド トレジャラーズ
ニンテンドー3DS版は2017年8月10日に発売。Nintendo Switch版の発売も発表され、『スナックワールド トレジャラーズ ゴールド』のタイトルで2018年4月12日に発売。
自分自身のアバターを作成し、「トレジャラー」となり宝探しや冒険をするアクションRPG。後述のアニメ版キャラクターも登場する。ゲームでは入る度にその形状が変わるローグライク風のランダムダンジョンとなっており、拠点とダンジョンを行き来しながら、ボスモンスターを倒す、アイテムを入手するなどのクエストをこなして行く。武器である「ジャラ」には技や属性などが割り当てられており、敵によって有利なジャラに切り替えながら戦う。あらかじめ6つのジャラを設定し、下画面で持ち替える。
玩具のスナック・ジャラ・デタフィグ等とも連動し、玩具内蔵のNFCによりゲーム内にアイテムを入手できる。ローカル通信・インターネット通信で4人までマルチプレイも可能。
後に有料追加コンテンツ（DLC）が配信された。
- DLC1『限界突破! ドラゴンナイトの試練!!』
- DLC2『破滅の魔王! デミグラス降臨!!』

Switch版の「ゴールド」では、以下の点が3DS版と比べ強化・追加されている。
- グラフィック大幅強化で、アニメと同じ世界や雰囲気が再現された
- バトルが改善され、モーションが刷新された
- 3DS版では有料だったDLCを完全収録
- 新ブランド「マドー堂」追加
- 報酬システムが「トレジャラタイム」に変更、クエストでの活躍に応じて報酬が変化する。更に、日替わりで更にレアなミラクル報酬が追加され、前述の「マドー堂」ブランドの武器はミラクル報酬でのみ入手可能。
- アニメ版の1話から4話までを収録

## ストーリー
故郷の村を滅ぼされ、家族を失った主人公（アニメ・コミック版ではチャップ）が、宿敵ビネガー・カーンへの復讐を果たすべく、仲間と共に宝物探しやモンスター退治の依頼を受け、冒険の旅をする。

## 登場キャラクター
キャラクター名は調味料や料理、西洋のファンタジー・童話をモチーフにしているものが多い。

### メインキャラクター
チャップ・マスタード
声 - 潘めぐみ
アニメ・コミック版の主人公。灰色髪とトレードマークの黄色のヘッドバンドをはめている少年。ビネガーに故郷の村を滅ぼされ、その復讐の旅に出た。しかし、ビネガーがいるキングオイスターシティには結界があり普通には入れないため唯一の手段である大陸横断鉄道の運賃である2千万ギランを稼ぐため、王様やメローラ姫からクエストの依頼を受ける。
キングオイスターシティ到着後は、ホテル・ハバネロを拠点にビネガーへの復讐に備えるも失敗、ドラゴン少林寺でドラゴンナイトになる為の修行を行い、ビネガーに復讐をする。
自己中心的かつ直情的な性格で、深く考えずに思いつきで行動したり、騙されやすくスケベな一面もあるが基本的には仲間想いの性格をしている。「カンゼンカンペキに」が口癖。ばあちゃん語録を指針にしており、おかしなものが多いが時にはまともな語録もある。武器は剣と短剣と槍。
村が炎に包まれている中でレニーの母ドラゴンに救われ、滅ぼされた村で唯一生き残った。ショックのあまりに気を失い記憶喪失となっている。人嫌いの子供ドラゴンのレニーと絆を深め、ドラゴン狩りのハンターたちから親子ドラゴンを救おうと返り討ちに逢い奴隷にされそうになるが、立派な大人ドラゴンになったレニーに助けられフレンチトースターまでにまた気絶して記憶を失ってしまう。王様からの手厚い保護を受けつつフレンチトースターの国民となり、ジェニファー山本が営む宿屋に住み込みで働き、初任給を貰った日に露店でリスと売れ残りのブタ子を買って救出し自由にしたあと、今までの記憶を取り戻した。
王宮で目覚めた時に初めて出会ったメローラ姫の油絵のモデルとなって以来、メローラ姫に好意を抱いている。姫の事を知り尽くしている模様でチャップ達がスカードンが作り出した偽りの世界「スカーゾーン」に入り込んだ際は、そこで出会ったメローラ姫が偽者でなくその世界に迷い込んだメローナ本人と見抜いたりした。
デミとグラスを説得して世界を救った後は、ビネガーに殺されたと思われた父が生存していたことを知り、マヨネ達と別れブタ子と共に旅に出た。
コミック版では連載の緊張でハゲてしまっており、作中の髪型のカツラを着用している。
アニメ版ではウッドソード、クリスタルソード、フェアリクリスタルソード、デトニックソード、スカイホーク、グランシール、
ムラマサカリバー等を使用している。
マヨネ・マロリー
声 - 竹達彩奈
チャップの仲間の魔法使い。パーティーのツッコミ役。横分けされたプラチナブロンドに結ったところから膨らんでいるツインテールが特徴的な少女で、黒ハートの髪飾り、茶色の革製ジャケット、ピンク色のドレス風の服装が基本スタイル。武器は杖または弓。魔法の腕はあるのだが気性が荒く、興奮するとマシンガンのように早口でしゃべるクレーマー気質であり、怒らせると怖い。その一方イケメン好きで、苦戦していた敵を倒した際に思わず嬉し涙を流す一面もある。細身だが瞬間的な爆発力が高く実はペペロン以上の怪力を誇る。メローラ姫を酷く嫌っている。ゾンビには一言ある相当なゾンビマニア。
実家には母と弟のコロネがおり、昔は貧乏でマッチ売りで生計を立てていた。しかしチャップと初めて会った際に貰ったレアな宝石を元手に母親がネットビジネスを始めて大成功をおさめ、世界を変えた10人に選ばれるほどの実業家となり弟もその片腕として大活躍した。そのため現在では裕福な家庭になっている。マッチ売りの仕事で着火したマッチをうっかり放火してしまい更なる借金地獄の極貧生活と家族崩壊の危機から救ったチャップに感謝し彼のパーティとして同行することになる。主にサリアスタッフを使うが、ツッコミの時はハリセンソードを使用している。
ペペロン・グットワード
声 - 杉村憲司
チャップの仲間である元王宮戦士。薩摩弁で一人称は「おいどん」、語尾は「ごわす」。大柄な体格の通り肉に目がない大食漢で、パーティーメンバーの中でも腕っ節は強い方。しかし心優しすぎる性格のために敵を倒せない事もある。武器は斧（メドゥーサのクエストの時にお気に入りのナイフがあったが戦闘中に折れてしまった）。
先述の通り心優しい性格が災いし、それが理由で以前の仲間からはからかわれていた。それをチャップに助けられたことに恩義を感じており、いつか恩返しをしたいと思っている。アニメ序盤ではウッドアックス、中盤以降はデトニックアックスを使用している。
ビネガー戦後は一度王宮戦士に復帰するも、チャップ達と一緒にまた旅をすることになる。
ゴブさん（アーノルド・ゴブソン・フォードネッガー）
声 - 宮澤正
チャップ達に同行しているゴブリン。瞳孔がなく常に白目状態に向いていて、三角山形の小人体型をした老人。スケベでオヤジ臭い性格をしていることもあり皆からはややぞんざいに扱われている。五十肩で痔持ち。マヨネ同様魔法が使える。モンスターである為かぞんざいに扱われてもすぐさま復帰できるほど体が非常に丈夫である。
本名は「アーノルド・ゴブソン・フォード」というらしいが、マヨネは本当に本名かどうか不審に思っている。魔法で姿を変えられた王子と自称するが、入れ替わりの石で一時的に王子を経験した事があるだけである。
バトルで最強呪文を使おうとすると常に妨害されているが、ビネガー戦ではその最強呪文である「メテオ」を使用してチャップを援護した。
若い頃は、羽目を外してアフロをしたことがあり、若い自分を取り戻そうと、ジニーズに願い事したり、ホテル支配人のブイヨンに育毛剤を頼んだりもする。
ブタ子
声 - 岡田恵
豚の鼻をしたメスのドラゴンで、チャップに助けられたことがきっかけで好意を持ち、パーティーに同行している。鳴き方が「ブヒブヒ」と典型的なブタの鳴き声で、チャップだけがブタ子の言葉を理解している。
ジャガイモを食べると10秒間パワーアップする。普段はチャップの肩に乗るサイズで子ブタの姿だが、巨大化して本来の姿になるとチャップらを乗せることもできる。ただし、体力を消耗するため普段と違って思い通りに炎を吐き出せない。また人を乗せるには免許が必要であり、冒険当初は仮免中であった。悲観的な泣き虫でもあり、泣きながら暴走することもある。くしゃみをすると超高速で移動できる。
かつてビネガーの部下であるドラゴン狩りに、ブタの姿をした珍しいドラゴンとして捕らわれたが、ビネガーから見た目の悪さに露店へ売り飛ばされ売れ残り、初任給で買い物に悩んでいたチャップと出会い、リスと共に買われた経緯を持つ。
ドラゴンハートを食べて凶暴化してしまった事があったが、吐き出した事で正気を取り戻した。

### サブキャラクター
メローラ姫
声 - 柚木涼香
フレンチトースターのセクシーでわがままな姫。ギャル風の露出の多いコスチュームを着ている。王国内ではアイドルのような存在で、彼女のカードが店で販売されるほどの人気を誇る。チャップ、ヴィンサント、ピノキオバージョン3.0から好意を抱かれている。
究極保湿クリーム等の美容アイテムを欲しがったりマッサージを従者にしてもらう等、自らの美容を保つ事に余念がない。
チャップに色目を使ったり何もかも他人任せな事をマヨネに陰で非難されているが、バランスボールに乗ったりフラダンスやポールダンス、書道を披露する等、実は多芸である。
チャップとは王宮内で油絵を描いている時に出会い、チャップを絵画の題材として気に入った事が、王様から厚遇を受けるきっかけとなった。城の前で行き倒れていたヴィンサントを（ただの気紛れで）介抱した事があり、ヴィンサントから好意を抱かれる切っ掛けになった。
ビネガー戦後の新・世界経済ルールの考案者である事が暗示されている。
チャップに何かとわがままな頼み事をするが、彼の事は本当に親友と思っている模様で、チャップがデミとグラスを説得して世界を救った際はチャップの頬にキスしてチャップを喜ばせた。
オーサマ（王様）
声 - 金子由之
フレンチトースター国王。娘であるメローラ姫に甘い。おねだりをする姫のわがままを叶える為、気に入っているチャップ一行にモンスターを倒しドロップアイテムを持ち帰ってくる等の様々な依頼を出している。
一年前、記憶と気を失ったままのチャップを抱えたドラコンのレニーが王国に現れ、国の危機だと危機感を感じて城門の前に攻撃しようとしたが気絶したチャップを見て人助けのドラコンは珍しかったため、立ち去るレニーに攻撃することをせず、手厚くチャップを手当てしてから目覚めたチャップにフレンチトースターの国民にし、強くさせるためにジェニファー山本が営む宿屋に住み込みで働かせた。
ビネガー戦後に大陸各国間で流通に関する新・世界経済ルールを締結し、その盟主として発布と施行した。
シブチン
声 - 岩田光央
第17話から登場。フレンチトースター国王の愛犬の白犬。最近良く城から逃げ出すらしい。首輪に「シブチン」と書かれた丸い首輪を付けている。他にも王様がその首輪にヴィンサントとビネガーが捜しているドラゴンハートを付けていた。チャップ達はドラゴンハート入手の為にシブチンを捕まえようとするが、様々な所に逃げ出しチャップ達を散々弄ばせた。しかし、肝心なドラゴンハートは首輪に無く王様がシブチンを洗う為にポケットに入れたのを忘れただけだった。感性が強く、透明化したデアファルコンが見える。
タルタル
声 - こぶしのぶゆき
ペンネに物を取られ追いかけてはチャップに撃退されている。チャップ達は彼が悪党と思い込んでいる。
ペンネ
声 - 相沢舞
外見は可愛らしい少女だが、実は腹黒い泥棒。普段は路上で花を売ったり、似顔絵師をしている。チャップ達は彼女が悪党だと気付いていない。
ヴィンサント
声 - 大原崇
メドゥーサに石にされたチャップ一行を助けた銀髪の美少年。ビネガーの野望を阻止する為にビネガーの部下のふりをしていた事もある。またメローラ姫には行き倒れていたところを介抱された恩があり、それ以来メローラ姫に好意を抱く。根は善良で、凶暴化したブタ子との戦いの際にチャップ達を逃したりしている。
ビネガーへの復讐という同じ目的を持っている為に、チャップ達の仲間になり、キングオイスターシティへ向かうチャップ達に同行することになる。なぜか扉に対してマニア的なこだわりを持つ。
サタンブレイド、エクソダスブレイドを使用している。
ヴィンサントの姉
声 - 大原さやか
茶髪でロングヘアーの女性。村が襲われてから行方不明である。「スカーゾーン」の世界で作り出された偽者が現れ、ヴィンサントに斬られる。武器は剣。デトニックキャプテンソードを使用している。
ジェニファー山本
声 - 斉藤貴美子
チャップが住み込みで働いていた宿屋の女将。復讐を誓うチャップを後押しした。
ブイヨン
声 - 丸山壮史
チャップ一行がキングオイスターシティ到着後に拠点としているホテル・ハバネロの支配人。典型的なエセ日本語か満州語を話す中華人風の怪しい男性。フルネームもあるのだが名前が長すぎるため略称で「ブイヨン」「ヨン様」と呼ばせている
自ら経営している格安ホテルには、ホテルの収益を上げるため、善人や人間以外にも、夢を捨てられた者と夢を追い志す者や、宿泊代滞納者、凶悪犯罪者にモンスターなどが集まるいわく付きのスポット（特に、モンスターの客人の比率多い時と、客人が立ち去ってほとんど空き部屋が多くなるほど、取り残された残りの客人と従業員と支配人以外、誰もいなくなることがある）。
近眼で耳が遠いらしく見当違いが多いが、従業員のバニラとはウマが合っている。ヴァンパイア対策として、チャップ一行に聖水の作り方を伝授した。チャップたちを探して懸賞金を出すと言うビネガーの部下たちを欺き、チャップたちの逃亡を手助けする。
バニラ
声 - 折笠富美子
ホテル・ハバネロのバニー姿の従業員。武器は槍。紫の瞳にカールした灰色っぽい巻き毛の美人だが誰に対しても愛想が悪い。チャップ達が「キングオイスターシティー」を後にする際はチャップ達に初めて笑顔を見せた。ゴブさんに好意を持たれているが、相手にしていない。

#### マスタードファミリー
母親
声 - 愛河里花子
チャップの母。優しい母親だったが、村を滅ぼしたビネガーによって殺される。
父親
チャップの父。未登場だが、村が炎に包まれ滅びかけた時に探しているチャップの台詞から出てきた。ビネガーに殺されたと思われたが、実は最終話で偶然川で洗濯しに行き生存していた事が判明。
とめ
声 - 京田尚子
チャップの祖母。ビネガーによって村人と共に殺されたのか、既に故人であったのかは不明。チャップが彼女の人生の格言（ばあちゃん語録）を師事し、その大多数はほとんど支離滅裂である。中には食べ物から四字熟語、ことわざ、実在する芸能人の名前や知らない人物の名前等までもが混ざったりもする。彼女の言葉が役に立つと鵜呑みにしやすいペペロン以外から呆れられたり、ツッコまれるものが多数だが、中には本当にまともな語録もある。アニメでは必ず1話に1個、この語録が語られている。

#### マロリーファミリー
母
声 - 五十嵐裕美
マヨネの母。身体が弱く病気がちであったが、ネットビジネスで起業して成功を収める。ビネガーに会社を買収されそうになるも拒否した。
会社はメローラ姫も愛用したパンツも開発している。
コロネ・マロリー
声 - 本多真梨子
マヨネの弟。母の事業の補佐をしている。

### フレンド
ガスタンク
声 - 丸山壮史
フレンチトースター大臣。モンスターを討伐する鍵となりそうな人物の名前を挙げる等、チャップ一行に対してクエストに関連する助言をする事もあるが、かなり大雑把な事が多い。普段は非常に弱気だが、一旦怒ると饒舌になる。
セイレーン姉妹のスキャンダルの手がかりを探しにチャップ一行が相談所を訪れた際に、スキャンダル事件を引き起こし、彼女たちに恋い焦がれさせた相手だったことが判明する。その後セイレーン姉妹に捕まり、王国に帰参できていない。
シンデレラ
声 - 相沢舞
二重人格でシンデレラ隊長の主人格。普段はおどおどした無口な金髪少女。王室からの紹介前でマヨネから「小娘」と呼ばれた。ドジを踏んだ被写体を物陰から撮影、編集した動画を撮ってはそれを見て秘かに笑うのが趣味。
シンデレラ隊長（シンデレラたいちょう）
声 - 志村知幸
シンデレラの別人格である男。人格がシンデレラ隊長に変わる際に体と声が男に変わる。男にも関わらず本名･シンデレラだが主人格のシンデレラと名前が同じ事からシンデレラと区別する為に『シンデレラ隊長』と肩書付が正式名扱いされる。指揮棒と赤のハチマキがトレードマーク。自分を怒らせた相手にガトリングを問答無用に放つ。
王国の兵士訓練をしている元私設特殊部隊「ガラスの靴」エース指揮官で残業反対運動を起こし勝訴した過去を持つ。
ある時期、世界的ミュージカル劇団の座長として歌唱指導の鬼と呼ばれていた。
主人格のシンデレラよりもシンデレラ隊長の方がチャップ達と面識が強い。通常人格と同様シンデレラ隊長も動画撮影をする。
カルボナーラ
声 - 塾一久
武器屋カルボナーラの中年男性店長。チャップたちにまがい物を売りつけて店を出た瞬間にすぐ閉店したりと商売にあこぎであるが、その時の機嫌次第で値引きをしてくれることも。足の臭いが凄い。
ピノキオバージョン3.0
声 - 子安武人
ゼペット社が開発したアンドロイド。カルボナーラの店で働いている。ご主人のカルボナーラに忠実だが、お客をスキャンしてレベルによって接客態度を変え、Fランクだと超塩対応等、性格が悪い。都合が悪くなると「音声を認識できませんでした」とシラを切る。アンドロイドだが、メローラ姫の大ファン（メローラー）で興奮すると鼻が伸びる。メローラ姫のカード1枚を武器屋の宝箱の中に大事にしまっている。充電が切れると一切の動作を停止し、背中のプラグをコンセントに差して充電しなければならない。
ジニーズ
ランプや壺から出てきた歌って踊れる3人組の魔人ユニット。オネエ口調で下品な話題好き、得意技はセクシーダンス。メドゥーサの攻撃にかわしたり、イエティを乱雑に遠くへ投げ飛ばしたりと、かなり身体能力が高い。3つの願いを叶えるが、ノリで協力してくれることもある。3人とも、辮髪、ひげ面、紫色の肌、同じサングラス、黒の海パン一丁と黒ブーツ姿をしている。
ジニーズA
声 - 岩田光央
センターで筋肉質。下ネタを口にするときには「ピー」と自主規制音がかけられる。
ジニーズB
声 - 子安武人
左側に位置する。筋肉質。ホテルハバネロにて、矢に刺される被害者となる。
ジニーズC
声 - 舘形比呂一
右側に位置し、3人の中で唯一の肥満体型。よく「ケダモノ」と言うのが口癖。
ピーターパンパン
声 - 岩田光央
自称「森のスーパー探検家」。本名は「ピーターパン」だが、体がパンパンに太っているためこの名で呼ばれるようになったらしい。チャップ達にはパンパン師匠と呼ばせている。弓を構えながら「俺の後ろに立つな！」が口癖。案内をかって出るが実は森に詳しい訳ではなく、臆病な「森の引きこもり」だった。
赤ずきん48のガチのスーパーオタクでVIP会員証を持つ。第20話ではコンサートの遠征費用を稼ぐために運送屋で働いており、チャップ一行と再会する。
第24話で指名手配されてしまい、紆余曲折を経てキャンドールの元に身を寄せる。
白雪姫
声 - くじら、折笠富美子（心の白雪姫）
占いが得意な森のご意見番。イメージに反し、大柄でタラコ唇をしたおばさん。寝てしまうと王子がキスしない限り5年は起きない。食欲が増すと眠りが浅くなり、眠ったまま行動する事もある。
真実の鏡
声 - 折笠富美子
白雪姫の家にある真実を喋る鏡。白雪姫を起こせる相手が自分であることを聴かされて怒ったチャップに割られてしまう。損壊後にキノコから知らさせてセイレーン姉妹の過去を聞き出せるチャンスを逃したチャップはペペロンとゴブさんに羽交い締めされている。
赤ずきん48（あかずきんフォーティーエイト）
声 - 潘めぐみ、岡田恵、柚木涼香、広瀬有香、本多真梨子、竹達彩奈
町娘アイドルグループ。赤い頭巾がユニフォームとなっている。お決まりのフレーズは「チュルッチュー」でファンはこれを言わなければ相手にされない。ピーターパンパンの推しメン（イチ推しのメンバー）はNo.1のエビー、No.11のヒナノ、No.24のノゾミ、No.48のアカミ（ただしアカミ以外の47人は皆同じ顔形で見分けがつかない）。
ドジを踏み落選して警備員のバイトからアイドルになったアカミを除き、ほぼ全員が友達の紹介や関係者からのスカウトに誘われたり、自ら募集応募したり、オーディションで合格し、気づいたら歌って踊れるファンのみんなに愛されるアイドルとなってステージに立っていたという、辛い経験はしたことはないシンデレラストーリーの経緯になっている。そのため、意識高め系の性格。
メローラ姫の依頼からセイレーン姉妹の惚れ薬を入手したいチャップ一行に協力してセイレーン姉妹に説得する筈だったが、天然毒吐きのアカミに続き、遠征に来ていた筈の、ピーターパンパンに連れて来られた47人も毒舌だった。オバサン呼ばわりされたセイレーン姉妹の逆鱗に触れてしまい、一斉に森の上空へ吹き飛ばされる。
アカミ
声 - 折笠富美子
赤ずきん48のNo.48。ドジっ娘で緊張するとあたふたしてしまう。赤ずきん48のオーディション会場と間違えて警備員のバイトの面接会場に行ってしまい、そのままライブの警備員のバイトをしていたら、メジャーデビュー直前に急に欠員が出てメンバー入りした。本人に悪気のない天然の毒吐きでもあり、セイレーン姉妹にオバサンと呼んで激怒させた。その後、チャップから貰ったクロリスのブローチをつけ、新曲のセンターに抜擢されている。ドラゴンハートを探しに来たチャップ一行とぶつかり吹き飛ばされてしまった。第24話で赤ずきん48を卒業してからはソロで活動している。
ロミオとジュリエット
声 - 子安武人（ロミオ）、折笠富美子（ジュリエット）
結婚相談所を経営する「恋愛マスター」のバカップル。常に2人で赤マフラーを巻いている。セット上に歌唱力でミュージカル的デュエットし、「愛故に」が口癖で人と話す際にかなり距離を近付ける。ピンク色の赤髪がロミオ、ベージュのロングヘアーと紺色のスカートをしているのがジュリエット。白羽が刺したジャケットの同じ色の帽子を被り、二の腕と胸辺りに太いクリーム色ラインに掛かった空色のジャケットと紺色のボトムスやスカート姿のペアルック同然の従業員服を着用している。
チャップ一行とガスタンク大臣が来店した時に、実はゴブさんがチャップたちに内緒で、結婚相談所の常連客であることがロミオとジュリエットにバラされた。
クルトン大臣
声 - 関雄
ガスタンクの代理を務める新人大臣。第1話で初登場。まだフレンチトースターの兵士だった頃にメドゥーサの石化能力に攻撃されて王様に報告しようと走りながら王国城内での犠牲者になったこともある。セイレーン姉妹に捕まったガスタンクが帰参しないまま、昇進して大臣就任直後にメローラ姫が容態を崩した日だった。大臣就任後も兜を外さず、王国兵士の隊長も現在兼任している。デミとグラス兄弟の消滅能力の被害者となる。
チリペッパー警部
声 - 志村知幸
アゴヒゲを蓄えたボディービルダー体型の典型的な警部らしい服装を着込んだ警部。トレンチコートとスーツを脱着して、肩に掛けたサスペンダーに、たくましい男の上半身裸で筋肉を曝け出して披露するのが癖。浅黒い肌の筋肉質な男で、どこか頼れそうな性格。ホテルハバネロに訪れて、偶然、ヴァンパイアの事情を知って討伐してもビネガーパレスに頑丈なドア封鎖に困っていたチャップ一行に、ビネガーの居場所を周知していて、そこにビネガーの警備している知人の警備員に説得し、ビネガーの居場所の案内に買ってやり、事件解決した者に1回に付き1人という約束事を交わしながら、チャップ達と事件を解決した。実はビネガーの部下である。
ゴエモン
声 - 加藤英美里
伝説の技師の末裔である若い女性。チャップ達に武器を製造している各会社に協力を仰ぎ、グレート飛空艇を建造した。
魔人デアファルコン
声 - 中尾隆聖
白い竜人の姿をした魔人。ドラゴン少林寺で修行の仕上げを行い、チャップとヴィンサントにドラゴンナイトになる能力を与えた。その後はチャップ達と行動を共にしている。
瞬間移動「ドラゴンワープ」の能力で、チャップ達を何度も命の危機から救っているものの、チャップ一行には便利な移動手段として「ワープマン」「ワープじじい」と呼ばれる等、次第にぞんざいに扱われている。タイムワープも可能で、当事者たちに気付かれないようホログラム化させてフェニックスの幻夢より鮮明な映像でデミとグラスの過去を見せた。なお、わざわざホログラム化させるなどした理由は過去の改変がなされることで起こりうる世界の崩壊を防止するためである。
デミ&グラス
声 - 宮田幸季（デミ）、寺崎裕香（グラス）
勝気なデミと、いたずら好きなグラスによる兄弟でもあり、2人で1人の魔王でもある手をかざすだけで人を消し去る
能力を持つ。
かつて一国の王子だったが、妹ソーニアを失った理不尽に対する憎しみから、全てを破滅に導こうとする。
変身合体すると魔王デミグラスへ変身する。

### ビネガー一味
ビネガー・カーン
声 - 杉野田ぬき
チャップの仇敵であり、莫大な財産を持つ武器商人。コミカルな性格のキャラクターが多い本作では珍しく、唯一冷酷非道なシリアスキャラクター。桃色肌と緑色の巻き毛に金歯で、小太りの体つきに白のターバンとアラビアンな服装を身に纏い、敬語が混じった話し方をする。普段は空飛ぶ絨毯に乗り、アラビアン衣装を着た侍女たちを侍らせている。
大規模リゾート建設のためにチャップの故郷の村に立ち退きを要求したが拒否され、村を丸ごと焼き滅ぼしチャップの母親の命を奪った。自分に盾付く者は許さず、チャップや村人を「生ゴミ」と蔑む。
この世界の流通に大きく影響を与えている実業家でもあり、武器を売る為にモンスター情報を流したり、武器CMに自ら出演する。ヴィンサントと繋がりがあり、ある目的の為にドラゴンハートを入手しようと彼に依頼する。
戦闘能力にも長けており、かつてドラゴン少林寺の試練をクリアしドラゴンナイトの称号を得ている。チャップとの最終決戦では自身もダークドラゴンナイトとなり、さらに「真魔獣ビネガロス」と化すも、チャップに敗れ消滅。それにより「ビネーマンショック」と呼ばれる経済混乱が起きるものの、新・世界経済ルールの制定により建て直された。
ウスター
声 - 田坂秀樹
ビネガーの部下。
ズキン
第26話にビネガーの部下たちとして登場。水色の腹巻き、頭巾で覆った顔に黄色く光る眼光があり、モンスターか人間かわからない。アミューズメントゲーム『ジャラステ』にも赤か赤紫の頭巾を被ったコンシェルジュとして登場する。

### コミック版キャラクター
騎士のおっさん
武器屋カルボナーラにいた中年男性。
湖の精
無駄にテンションが高い湖の精。物や人物を落とした相手が正直なことを言うと、その物や人物よりワンランク上の物をわたす。

### 映画版のキャラクター
レニー
声 - 竹達彩奈

フラム
声 - 折笠富美子
レニーの母ドラゴン。

## モンスター

### ビースト
召喚する際のメロディーは「ビーストー!」。
キメラ
声 - 三木眞一郎
コカトリス
声 - 本多真梨子
ウェアウルフ
声 - 広瀬有香
オオカミ
声 - 宮下栄治
サーベルタイガー
声 - 田坂秀樹
ジャッカロープ
声 - 丸山壮史
パンパンダ
声 - 鈴村健一
リス
声 - 加藤英美里
マウンテンゴリラ
声 - 粟津貴嗣
第24、30話に登場。
ミノタウロス
声 - 保村真
ホワイトサーベルタイガー
声 - 田坂秀樹

### ファイター
召喚する際のメロディーは「ファイトゥンファイトゥファーイトゥン ファイトゥンファイトゥファイトゥンファイトゥファイター」。
ベビーナイト
声 - 愛河里花子
第14話に登場。ダンボールの鎧を着たモンスター。天才剣士を自称するが口先だけで弱い。算数は苦手。父親のパピーナイトはかなり巨大サイズで店を切り盛りしている。
パピーナイト
声 - 金光宣明
コボルト
声 - 平松広和
ヴァルキリー
声 - 斉藤貴美子
オーク
声 - くじら
グラディウス
声 - 塾一久
ダークエルフ
声 - 宮下栄治
ドワーフ
声 - 緒方賢一
バンディットロード
声 - 粟津貴嗣
モゴー隊長
声 - 丸山壮史
マスクメロン
声 - 関雄
グリフォン
声 - 平川大輔
オーガ
声 - 田坂秀樹
オオカミ男
声 - 粟津貴嗣
自称ヴァンパイアを倒せる男。普段は印刷会社の経理を務める、痩せ型の典型的な日本人サラリーマン。名刺に漢字で「狼男」と書かれている。ヴァンパイアと50回も引き分けし続けていた。
満月を見ると狼へと変身するが、それ以外にも、丸く光る物を見ると変身する。初入社した同社の受付嬢をしている友子さん（声 - 五十嵐裕美）に初めて恋に落ち、彼女のつぶらかな瞳を見つめ合って変身してしまい、彼女に逃げられ破局してしまう。10年に1度に力が倍以上に増幅する満月に変身するが、ビネガーの工場の公害に噴出した雲のせいもあり、会社のことが気になり始めて元の姿に戻ってしまう、その場にいた友子さんの協力で、やっとのことで変身が解かずに保たれた。
フランケンとヴァンパイアとは殺された主人の敵を打とうとしてビネガーに復讐を誓う同志の仲間だった。殺された雇い主に執事として働き、雇い主を「坊っちゃん」と呼び、フランケンには「ケンちゃん」でフランケンからも「男さん」と互いに呼び合い、雇い主一族の用心棒だったヴァンパイアにも「パイちゃん」と呼んでいる。
アシュラ
声 - 鈴村健一
第29話で初登場。ビネガーに雇われて、チャップ一行を倒しに来た。ニンジャマンの称号を持っている。
バーニンググリフォン
声 - 平川大輔
エリートエルフ
声 - 宮下栄治
戦神アシュラ
声 - 鈴村健一

### ネイチャー
召喚する際のメロディーは「AH HA AHネイチャー」。
ゴーレム
声 - 志村知幸→岩田光央
スコーピオン
声 - 金光宣明
目がどんな遠くでも見通すスコープとなっているサソリ。
キノコ
第9話で初登場。白雪姫を世話する7人のキノコのモンスター。全員同じ緑のTシャツ姿をしている。一匹のキノコが泣けば全員がもらい泣きしやすい。
ティーチャー
声 - 岡田恵
はくしょん
声 - 大原崇
ドジ助
声 - 愛河里花子
デレ助
声 - 金光宣明
怒りっポイ
声 - 折笠富美子
ぷんすか
声 - 広瀬有香
のんびりさん
声 - 塾一久
泣かずに寝てた。
ワーム
声 - 相沢舞
アーリマン
声 - 宮下栄治
アタックリ
声 - 広瀬有香
ゴブリン
声 - 緒方賢一
シールドシード
声 - 関雄
テントウムシ
声 - 宮田幸季
トレント
声 - 金光宣明
ビー
声 - 関雄
ベジタブル
声 - 大原崇
イワン・マシュー
声 - 宮下栄治
マンドラゴラ
声 - 佐藤正治
金のゴーレム
声 - 岩田光央

### リザード
召喚する際のメロディーは「リザード」。
クサリガマ
声 - 広瀬有香
クロコダイル
声 - 大原崇
じじぃサウルス
声 - 粟津貴嗣
びっくりカエル
声 - 宮田幸季
リザードマン
声 - 丸山壮史
ワイバーン
声 - こぶしのぶゆき
バーバリーザウルス
声 - 保村真
ケロケロス
声 - 志村知幸
ヘビースネーク
声 - 田中完
ラミア
声 - 三木眞一郎
ウォーリアーザウルス
声 - 保村真

### ワンダー
召喚する際のメロディーは「ワンダーランランランランラン ワンダラランランラン ワンダー」。
スライム
声 - 本多真梨子
第10話で初登場。未熟な冒険者が戦いの練習台にする最弱モンスター。頭にビーカーを乗せている。『ドラゴンクエスト』のスライムのように頭は尖がっていない。スライム業界では2千回倒されたらメタル化するといわれている。
サイコロプス
声 - 緒方賢一
パック
声 - 丸山壮史
ハーピー
声 - 斉藤貴美子
ハコウモリ
声 - 佐藤正治
バット
声 - 平松広和
ビッグフット
声 - 金子由之
モンスター
声 - 田坂秀樹
ミミック
声 - 岩田光央
第6話より登場。宝箱に入っているモンスター。宝物と勘違いした相手を待ち伏せする戦法だが、映画版では火あぶりにされたり、気付かれないまま倒されている事もある。漫画版では無数の武器で串刺しにされたりさらに扱いがひどい。
キャンドール
声 - 金光宣明
第11話で初登場。 黒いドミノマスクと黒パンツ一丁で鞭を持った、赤色の巨大なロウソクのモンスター。森で出会ったピーターパンパンを襲い、男気のあるピーターパンパンとの間に友情が芽生える。
森を出て大陸横断鉄道から到着後、キングオイスターシティの富豪家フィッシュバーガー氏に着火担当と不審者撃退担当として雇われる。フィッシュバーガー氏の大切な絵画「永遠のバラ」が盗まれて、フィッシュバーガー邸宅に住み込みとして働いていた容疑者が、キャンドール、イザベラ、アンデッドの3匹のモンスターで先に疑われたが、フィッシュバーガー邸宅にすぐ訪れたピーターパンパンの体を張ったキャンドールの鞭の打ち方により、ピーターパンパンが持っていたバナナの絵を斜めに切り割られたことでようやく容疑が晴れる。

### デーモン
召喚する際のメロディーは「オレは暗黒生まれの流れーモン クールで悪そうなやつだいたいデーモン」。
ケサランパサラン
声 - 愛河里花子
第14話に登場した2匹組のモンスター。白いケサランは口が上手く相手を持ち上げ、黒いパサランは口が悪く相手を落ち込ませる。
メイジ
声 - 田中完
リンゴばばぁ
声 - 斉藤貴美子
グレムリン
声 - 宮田幸季
プチメイジ
声 - 本多真梨子
ユメヒツジ
声 - 五十嵐裕美
イザベラ
声 - 愛河里花子
独特な銛を持ち、角が生えたピンク色の体色と二足歩行をするバッファロー型のメスのモンスター。フェロモンと幻想を醸し出し、相手を欲情して恋愛対象にする能力だが、放課後の靴箱の臭いがするため、フィッシュバーガー邸宅にいるチャップたちは効かなかった代わりにゴブさんに効果があった。フィッシュバーガー氏の教育担当の古参であり主人の面倒を見て住み込みで働いていた。盗まれた絵画の容疑者として浮上し、キャンドールの次に疑いが晴れる。
デーモン太腹
声 - 金光宣明
ホテル・ハバネロの204号室（チャップ一行の部屋の隣部屋）の客人。1週間分の宿泊代を支払った気前のよい元有名バンドの落ちぶれたドラマーで赤と黒の基調の体に太柄な体格をした悪魔。いつも持ち主のそばで浮いているドラムセットを騒音レベルに上げて演奏する。有名バンドだったボーカルの不満にぶつけられ解散にまで追い込まれ、ドラマーとしての自信をなくしているため、自暴自棄となって常に演奏しないと喋れない。ドラムを叩き鳴らして締めの一打音に向けられた相手に質問をし、相手の隠した秘密を暴露させる能力を持つ。騒音の苦情を言いに来たチャップ一行も秘密がバレて苦しませた。後から部屋の窓辺の外に侵入したヴィンサントを質問に答えさせたが、部屋の中で最も一番嫌われている者を探し出す質問に答えたヴィンサントに斬られる。
スフィンクス
声 - 五十嵐裕美
ウィッチ
声 - 五十嵐裕美
デビル・ボウイ
声 - 保村真／新川昇平（一部の歌）
デビル☆ボウイ
声 - 保村真

### アンデッド
召喚時のメロディーは「フォーッ!アンデッデッドデーッド アンデンデッドデーッド アンデッド」。
ハロウィン男爵
声 - 粟津貴嗣
ゾンビクマ
声 - こぶしのぶゆき
第15話に登場。ゾンビになる前はクマのぬいぐるみだった。マヨネにゾンビ失格とダメ出しされる。チャップ達からゾンビパウダーを貰う。
フランケン
声 - こぶしのぶゆき
フランケンシュタインの怪物とブルドッグが合成したつぎはぎだらけの青い大柄の体格の犬男。上着をさらけ出した胸の心臓辺りにハート型のつぎはぎがある。207号室の客人。犬の性質と寝相の悪さが起因して、ヴァンパイア討伐に苦闘して悩み銀の弾丸を所持していたことを聞いて部屋に訪れたチャップ一行を襲い掛かった。西洋のラッパ型拳銃と銀の弾丸10発を買って宿泊していた。
狼男・ヴァンパイアとは雇い主の元に働いていた縁で仲の良かった友達だった。ライバルである武器商人の雇い主一族を邪魔者に扱ったビネガーが操ったドラコンの火炎で一族の屋敷が燃やされ、主人が亡くなり、3人でビネガーに復讐を目論んだが、ビネガーに返り討ちされ、亡くなった主人のキャップを3つに分けて散り散りとなった。武器商人一族の用心棒だったヴァンパイアが改造手術を受け記憶を失ってビネガーの用心棒となり、仲間の2人の行く手を阻んだことが理解出来ずに心を痛めている。
アンデッド
声 - 金光宣明
第18話登場。屋台を運搬し、世界を駆け巡り持ち前の手作り和菓子の魅力を広めている。髪の代わりに葉っぱ、尖り耳、頭が一かじりのおはぎでできた体をもつ和菓子職人のゾンビ。作る和菓子は外見は普通だが、腐った匂いがする上に、食べると下痢や嘔吐の食中毒を引き起こす。原因は試作に隠し味のゾンビパウダーをかけ、自身がゾンビになってしまった事に気付かずゾンビパウダー入りの和菓子食品を屋台に出してしまったためである。
屋台ごと上へ投げるほどの怪力だが、攻撃されるとあっという間に倒される。
大陸横断鉄道を使い、富豪フィッシュバーガー氏の和菓子調理担当に雇われてからは、ゾンビパウダーを封印し美味しい和菓子を作るようになったが、雇い主であるフィッシュバーガー氏の大切な「永遠のバラ」を餠を使って盗み、額縁から取り外してはひっくり返した絵画を部屋の壁紙と類似色だった餡に塗り潰して隠蔽した。過去に貧乏人の彼をバカにした者たちへの復讐の念を燃やし、和菓子の金儲けにビッグな大金持ちとなって報復しようとしていたことが明らかになった。事件後、事情を聴いたフィッシュバーガー氏の計らいで、邸宅の前で小さな露店をオープンし、長蛇の列が並ぶほどの人気を得て繁盛する。
マミー
声 - 岡田恵
ナイトメア
声 - 宮下栄治
スケルトン
声 - 折笠富美子
ゴースト
声 - 相沢舞
トロール
声 - 杉村憲司
ジョニー骨革
声 - 岩田光央
キングオイスターシティにある格安ホテルハバネロの202号室の宿泊代滞納の客人。星形の左目穴をしたヘヴィメタルバンドを志すスケルトン。よく体の骨がバラけてしまう。202号室の宿泊代滞納に困っていた支配人ブイヨンに依頼されたチャップたちが白骨死体だと間違われた。月夜街道に棲み着くヴァンパイア退治の定番の三つの極意（太陽光、ニンニク、聖なる水）をチャップ一行に教えたが、いずれも失敗。
数日後、ヴァンパイアの討伐のために銀の弾丸を必要としていたチャップ一行にスナック召喚され、マヨネに電柱だと思い込んで小便しようとしたフランケンの餌食となり襲われる。
デスくん
声 - 愛河里花子
第12話登場。死神見習い。寿命を5時間奪える。
リッチ
声 - 緒方賢一
死神さん
声 - 本多真梨子

### マシン
召喚する際のメロディーは「マシン マシーン マシン マシーン」。
ブッテリー
声 - 愛河里花子
体内蓄電タイプの黄色いブタのモンスター。蓄電容量は5000mAh（フェアリポン3台分）。鼻がコンセントの差し込み口で鼻にコンセントを差し込むと充電が出来る。また、尻尾のコンセントと鼻のコンセントの差し込み口は赤ちゃんに感電の怪我をさせないように人に攻撃性のない優しい造りとなっている。「ぶりぶりぶり〜」が口癖。
ホーン
声 - 田坂秀樹
バーサーカー
声 - 田中完
アヌビスソルジャー
声 - 田坂秀樹
ウロボロス
声 - 宮下栄治
エレキトリ
声 - 宮下栄治
キャタピラー
声 - 宮田幸季
パトローラー
声 - てらそままさき
サイボーグ
声 - 金光宣明
第19話登場。二足歩行のサイの姿をしたサイボーグモンスター。ホテル支配人のブイヨンの借金取りで部下のパックを引き連れて脅迫し、無表情のバニラを自分の所有物にしようとするところでバニラのそばにいたチャップたちに撃退される。
迷うヨロイ
声 - 金光宣明
第17話で登場。屈強で強そうな鎧のモンスター。盾に抹茶色のクエスチョンマークが刻印されている。ファミレスのメニュー選びが30分もかかる上に優柔不断、遭難しやすくチャップたちに前を見ないために、きっちり決断しツッコミするマヨネにイラついて驚愕し、迷うことが美学の持ち主。ペペロンに自ら攻撃を仕掛けようとしたが自滅する。
バッテリーロイド
声 - 杉村憲司
ミリタリーボーク
声 - 金光宣明

### マリン
召喚する際のメロディーは「マーリン マリン マリン マーリーン マリン」。
ツッパリプリン
声 - 田坂秀樹
マーマン
声 - 金光宣明／幡野智宏、新川昇平（一部の歌）
第7話登場。砂の中を泳ぐ人魚男。クラーケンの部下達で歌を歌う。遅刻したら兄に怒られる前に出勤に向かう途中、砂に埋もれて干からびたマーマンの一人はチャップ一行に助けられる。
アルキザメ
声 - 関雄
ゼリーフィッシュ
声 - 本多真梨子
トード
声 - こぶしのぶゆき
ハリセンボン

白くま
声 - こぶしのぶゆき
ペンギンナイト
6匹チーム構成の鎧を着たペンギンでそれぞれA、B、C、D、E、マイケルと名乗る。スナック化したのはマイケルのみ。
ペンギンナイトA
声 - 本多真梨子
ペンギンナイトB
声 - 岡田恵
ペンギンナイトC
声 - 志村知幸
ペンギンナイトD
声 - 金光宣明
ペンギンナイトE
声 - 金子由之
マイケル
声 - 愛河里花子
マーメイド
声 - 折笠富美子
第5話と第7話に登場した海のトップアイドル。オアシスでオフを過ごしていた。海の生物だが宙に浮く能力を持つ。マイクに仕込んだ大量の水しぶき噴射で攻撃する。憧れのイカの国の舞台の上に立つことを夢見ており、イカ語を勉強中のところでクラーケンとイカ語を話せる者を探していたチャップたちに通訳を務める。
シーライダー
声 - 関雄
ゴールドクロス・ペンギン
声 - 愛河里花子

### スピリット
召喚する際のメロディーは「魂の 精霊の スピリット」。
イエティ
声 - 折笠富美子
第4話に登場した防寒具と防寒着を着込んだ雪男。外見は可愛い姿をしているが、中身は邪悪な魔物が住み着いている。普段は寒冷地に棲み、本来の場所とは不釣り合いな熱帯砂漠の中でさまよいながら冒険者を襲う。チャップたちに撃退された挙げ句にランプからジニーズを呼び起こし、もとの場所に帰りたい願い事をしたがジニーズCに北の方向へ強く投げ飛ばされた。スナック登録されておらず、第9話でチャップたちがセイレーン姉妹のために合唱している中でなぜか紛れ込んで歌う姿に再登場する。
クローン
声 - 柚木涼香
第7話より登場。人の見た目を自由自在に変える、猫のような耳のついた黒いモンスター。アニメでは群れからはぐれた1匹をチャップ達が仲間にする。
ミスター・タマゴヘッド
声 - 粟津貴嗣
カーバンクル
声 - 本多真梨子
ファイアロック
声 - 粟津貴嗣
ケットシー
声 - 中尾隆聖
シルフさん
声 - 五十嵐裕美
つぶライト
声 - 相沢舞
ネッシー
声 - 相沢舞
ヒドラ
声 - 愛河里花子
フェアジー
声 - 佐藤正治
第8話で初登場。400年近く棲む森の長老と呼ばれるピンク色の妖精の老人。

### ドラゴン
召喚する際メロディーは「ドラゴ～ン」。
ニードラ
声 - 大原崇
ダークドラゴン
声 - くじら
サクラドラゴン
声 - くじら
ボジョレー
声 - くじら
ヴィンサントのドラコン。

### ボス
メドゥーサ
声 - 愛河里花子
第1話-第4話に登場。ヘビーテンプラー神殿にいるボス。噛まれると石化させる生きヘビを頭から放ったり、石化されても30秒間で復活する耐性と目から赤いビームを発生する石化能力を持つ。踊りや光に弱く、頭のてっぺんの禿が弱点。チャップたちは4度目の挑戦でようやく倒した。
ゴルゴーン
声 - 愛河里花子
クラーケン
声 - 子安武人
第5話-第7話に登場。砂漠に棲む巨大なイカのボス。怒っているように思われていたがチャラい性格。カラカラ魔法でスルメになるが、水を与えると逆に元気になった。もともと棲んでいた海がビネガーの建てた工場によって死の海になったため砂漠に棲むようになった。
メローラ姫が欲しがっていた「究極保湿クリーム」の材料とはクラーケンの糞から作られるもの。
レイトーイカ
声 - 子安武人
セイレーン姉妹
第8話-第11話に登場。森のセイレーンの園に棲む、歌を得意とする美人姉妹。それぞれの名前を順番に「セイ」と「レーン」と名乗る。霧で幻覚を見せ、気に入った男性の生気を吸い取りミイラのようにしてしまう。アイテム「ほれ薬」を所持。
元々は精霊界のアイドルだったが、人気絶頂の頃に熱愛発覚のスキャンダルで突然活動休止した。結局は相手とも別れ、今はその恨みとして眼に入るもの全てを惑わせて嫌がらせをしているとされていたが、実際には相手と初めて会った森で再会を待っていただけだった。
美しい大量の声量と大音波で人間を軽々と吹き飛ばせる。チャップたちを二度も吹き飛ばして苦戦させた。第9話はシンデレラ隊長とチャップ一行、第10話でチャップ一行とピーターパンパン、赤ずきん48を合わせて軽々と森の上空の外へ吹き飛ばした。
セイ
声 - 柚木涼香
レーン
声 - 広瀬有香
バブリーシスターズ
アツコ
声 - 柚木涼香
ユウコ
声 - 広瀬有香
フェニックス
声 - 愛河里花子
第12話-第15話に登場。永遠の命を持つというボス。全身が炎に包まれ、炎を吐き、相手の過去や過去の関係者を見せる幻夢を使う。永遠の命の秘薬を持つとされていたが実は持っていたのは食べるとゾンビになってしまうゾンビパウダーだった。
朱雀
声 - 愛河里花子
デュラハン
声 - こぶしのぶゆき
天狗王
声 - こぶしのぶゆき
ヴァンパイア
声 - 子安武人
キングオイスターシティの月夜街道の先にあるヴァンパイア屋敷（実は巨大なハリボテで、ヴァンパイアを倒すとビネガーパレスの地下に通れる仕組み）に棲む、背が高く美形の長い白髪の吸血鬼。手から大量のコウモリを出せる。ヴァンパイア退治には定番のニンニクが大好物。
地獄のジョーカー
声 - 子安武人
レドラ
声 - 志村知幸
ブルド
声 - こぶしのぶゆき
グリゴン
声 - てらそままさき
ガーディアン
声 - 志村知幸
白銀兵
声 - 志村知幸
マジンガーディアン
声 - 志村知幸
ゲッターガーディアン
声 - 志村知幸
真魔獣ビネゲレス
声 - 杉野田ぬき
魔王竜スカードン
声 - 粟津貴嗣
魔王デミグラス
声 - 三木眞一郎
デミ、グラスの意志が合体変身した姿。デミグラスキャッスル最大最強の魔王。
「魔王デミグラス誕生の秘密」ソーニアが国同士が仲良くするため別の国の王子と結婚するためデミとグラスの国を
離れるが国同士の同盟は決裂し、ソーニアが小競り合いに巻き込まれて失う、
デミとグラスが絶望し、自分たちがいる世界に意味ないとしてソーニアがいる世界へ行く旅立つために黄泉の国への
扉が開く山の穴から飛び降りが飛び降りる途中で意志が共鳴し合体。
そして魔王デミグラスが誕生、しかしソーニアのいる黄泉の国へ行けなっかったがデミとグラス合体と共に強大な力を手に入れた。普段は2人で行動するが魔王デミグラスへ変身合体する時はまず2人で両手を握り、闇の力を集め、両手で広げながら、うおおおおおぉぉぉと言いながら、その後両手タッチしたら合体が完了する
チャップはドラゴンナイトレジェンドの力と聖剣ムラマサカリバーで戦うも歯が立たなかったものの、
皆で「友達がいる」と歌い踊り説得する事で平和解決を果たした。

## 用語

### 世界設定
スナックワールド
アニメ版及びコミック版の舞台となる世界。海で包囲され、アフリカ大陸かハートのようにも見える広大な地形をしている。ドラゴンやモンスター、人間など、あらゆる種族のものが共存共栄に営む。よくある中世RPG風の街並みの中にコンビニがあったり、街ゆく人が「フェアリポン」などのハイテクな電子機器を所持している。
魔障壁によって国境が分断されており、魔瘴壁を跨ぐための移動手段も限られている。
魔障壁
スナックワールドの地下深くに眠り、基盤となる魔障石が地割れなどが発生源として結界バリアを張って起こる現象。魔障壁は国境を具現化した存在。肉眼ではまず判別不可能だが、特定の移動手段を使用していない侵入者が入ろうとすると触れた部分がなら紫色の8角形のエフェクトが発生し、壁のようになる。例外としてビネガーのお気に入りドラゴンが魔障壁を糸も簡単にすり抜けて通過したために、追っ手のチャップ一行らを行手を阻んでしまったことがある。通常は2000万ギランという超高額な運賃を支払い乗車する大陸横断鉄道がもっとも手っ取り早い手段である。魔障石とそれを伴う魔障壁をびくともしない大陸横断鉄道の列車が通過する間は、夜と同じ常闇の世界で、まるでトンネルのような風景となる。
ドラゴンナイト
ドラゴンとの調和ができるドラゴンの血を引いたホイップソン出身の村人に伝わる力。滅ぼさせたホイップソンに生き残ったチャップとヴィンサントもその一人。覚醒の見込みのあるホイップソンの男たちはドラゴン少林寺に通い、厳しい修業の末でドラゴンナイトとなるが、ドラゴンナイトの道を歩ませないために家庭内教育を施すほどの反対派もいた。そのため、ヴィンサントの過去を知るまで、チャップにヴィンサントとの面識がなかった要因の一つとなった。
ホイップソン出身でもないビネガーもドラゴン数匹を操り、ドラゴン少林寺の厳しい関門を難なく通り抜けダークドラゴンナイトの能力を持ち誇っている。

### アイテム
フェアリポン
スナックワールドで普及しているスマートフォン型アイテム。スナック召喚の出し入れや、ポラロイドカメラのように刻印していない透明の内蔵用スナックを入れ、撮影すると刻印されたスナックが出現する。「デカ化」してジャラを元の大きさに戻したり、キャラクターや負けを認めたモンスターを撮影することでスナック登録できる。ネット検索や電話機能もある。チャップのフェアリポンは白と水色、マヨネのフェアリポンは白とピンク色、ペペロンのは白の無色、ヴィンサントは黒に青紫色と、所持者によってカラーリングが異なる。
ジャラ
スナックワールドで普及している武器や防具の総称。普段はサイズを変えることができ「ミニチュア化」してキーホルダーのように衣服に付けて持ち運びが可能。使用時にはフェアリポンにかざして「デカ化」する。ブランドの概念がある。
スナック
モンスターや魔法をプレート化したもので、フェアリポンの召喚挿入で呼び出すことができる。フェアリポンに無刻印のスナックプレートを内蔵し、スナック登録すると自動刻印する仕組みとなっている。
ジャラホルダー
6つまでジャラを腰にぶら下げることができるホルダー。
ドラゴンハート
ドラゴンの力を復活できるとされる、金色の煌めきと青い炎のようなクリスタルをまとった赤いハート型のクリスタル。ドラゴンの魂のような物。ドラゴンハートを飲み込んだ生きたドラゴンの場合は完全なる邪悪竜となる。一時期シブチンの首輪の装飾となったり、ブタ子がドラコンハートに惹きつけられ誤飲してしまい、不完全な邪悪竜となりかけて暴走するなど凶暴化させたり、世界を陥れた魔王竜スカードンを復活させ、それを操り再び世界を陥れることを企み、武器の製造と販売戦略ビジネス効果上昇の期待と暗躍を目論むビネガーのビジネスの材料にされたり、ビネガーの野望阻止のチャンスをうかがうヴィンサントが回収しようとして狙っていたり、デアファルコンの胸に収まったりしている。なお、デアファルコンの胸部にドラゴンハートがない場合は普段の数割程度の力しか発揮できなくなる。

### 場所・建物
フレンチトースター
大陸の中央にある、チャップ達が拠点としている王国。外見はファンタジーにありがちな中世風の城下町だが、現代的な設備も取り入れている。ほぼずっと快晴状態。人間の生活地域から離れた郊外にはモンスターも多い。
キングオイスターシティ
ビネガーの城（通称ビネガーパレス）がある都会。ビネガーが太陽光をせしめて工場の利益を上げるために太陽光発電をしていることに加え、工場から排出される排気ガスなどにより、常に夜と同様の暗さとなっている。都会ならではの危険を伴うため、犯罪の温床スポットであり、モンスターも若干いる。ビネガーパレスと統合し、街の中心地にビネガーエンタープライズというビネガーが創られた大規模化大企業がそびえ立ち、テレビショッピングや魔物を用いたマーケティングで莫大な利益を得ている。街の周囲には魔障壁の結界が張り巡らされており、大陸横断鉄道に乗らないと入れない。運賃は2千万ギラン。
ホイップソン
チャップとヴィンサントの故郷。優しい村人たちと平和で囲まれたのどかな自然あふれた田舎村であり、チャップとマスタードファミリーが住んでいた村だったが、リゾート地の建設を計画していたビネガーが村民たちを強制的に立ち退きさせようとし、村人たちが拒否した結果、ビネガーやその部下が村を焼き尽くし、抗った村人たちを虐殺して全滅させた。チャップや村人たちを「生ゴミ」と蔑むように、当時からビネガーはこのスタイルをとっていたことも示唆されている。唯一生き残ったのは、記憶喪失となるも母ドラゴンに救い出されたチャップと、抗った村人と共に戦いビネガーに殺されたドラゴン部隊の戦友たちに取り残されたヴィンサントのみだった。
ホイップソン出身の村人全員の正体は、伝説のドラゴンの祖先の血を引いたその伝統を守る人間で、ドラゴンとの調和ができることが大陸内では周知されている。
ヒーローマート
大陸シェアNo.1のコンビニ。レアな武器や防具、雑貨品が当たる「一発くじ」がある。
ヨツコシデパート
ヘビーテンプラー神殿
雷雲が轟いてたちこもるギリシャの神殿のようなダンジョンで、メデューサ以外、モンスターは誰もいない。フレンチトースターから向かうには砂漠を越えて通り抜けるしかない。ダンジョンの主のボス、メデューサの目にある紫色の宝石パープルアイを巡って、挑戦者はメデューサに挑み石化された犠牲者が相次いだが、その裏では魔物に対抗できるとする武器を売るビジネスを行うビネガーらの策略があった。だが、パープルアイを欲しがるメローラのわがままを呑んだフレンチトースター王からメデューサのクエスト依頼に挑戦し、難航したチャップ一行がやっとの思いでメデューサの弱点を握り、倒してクエスト攻略を成功する。
セイレーンの園
フレンチトースターの近くの森の奥に過去の傷を背負ったセイレーン姉妹が棲んでいる。少なくともセイレーン姉妹以外のモンスターはいる。
死霊山脈マカロマウンテン
山全体が雪に覆われているダンジョン。モンスターもわずかに潜んでいる。炎をまとったフェニックスが場所とは不釣り合いに住み処にしている。
岩塊坑道ロストビーフ
秘宝寺院トリュフール
天空主塔サイダーラグーン
ドラゴン少林寺
デミグラスキャッスル

## ブランド

### CLANARINE（クランアリーネ）
SSランク。王国御用達の最高級ブランド。人間国宝級の職人たちがデザインした美しいフォルムを一流の工業技術で生成した最高級ブランド。有名故「くらんありえねー」のようなニセブランドも出回っている。召喚時のメロディーは「CLANARINE」。
- クラン・クリスタルソード
  - 登場話数 - 3話
- クラン・クリスタルシールド
  - 登場話数 - 3話
- クラン・クリスタルアックス
- クラン・メタルランス
- クラン・メタルナイフ
- クラン・メタルスタッフ
- クラン・メタルブローチ
- シャドウ・ジュエルソード

### BRITANNIA ENCHANT（ブリタニア・エンチャント）
Sランク。魔力のある鉱石でできた冒険者に人気のブランド。召喚時のメロディーは「Force and Magic BRITANNIA ENCHANT」。
- クリスタルソード
  - 登場話数 - 1、4、9、10話
- クリスタルソードZ
- クリアクリスタルソード
- クリスタルソードα
- ミラーシールド
  - 登場話数 - 1話
- デストロイヤーアックス
  - 登場話数 - 6話
  - スカイホーク
  - タートルシェル
- クリアデストロイヤーアックス
- ピンクパンサー
- クリアピンクパンサー

### Fairy Electronics（フェアリーエレクトロニクス）
Sランク。大陸ナンバーワンの最先端技術の電子メーカー。装備品からスマホまであらゆる分野の最先端ブランド。フェアリポンもこのメーカー製。召喚時のメロディーは「Downloading Fairy Electronics」。
- フェアリクリスタルナイフ
  - 登場話数 - 8話
  - フェアリクリスタルソード
  - フェアリクリスタルシールド
  - フェアリクロスエッジ

### Peffany（ペファニー）
Sランク。ピンクのデザインが女性に人気のブランド。召喚時のメロディーは「ShiningForever Peffany」。
- サリアスタッフ
- フラワーペンダント
  - 登場話数 - 7話
- サリアアーチ
  - 登場話数 - 11話
  - サリアソード
  - サリアシールド
  - サリアナイフ
  - サリアアックス
  - ブラックメルヘンシールド

### DETTON（デトン）
Aランク。召喚時のメロディーは「DETTONトントンDETTONトントンDETTONトントントントン」。
- デトニックソード
- デトニックシールド
- デトニックアックス
- デトニックツインギア
- デトニックキャプテンソード

### LEGACY（レガシー）
Aランク。古代の技術の結晶だが、どこか未来的な雰囲気もあり、そのセンスは現代にも通じる。召喚時のメロディーは「アー LEGACY」。
- グランシール
- ルナシールド
- バウンドアーチ

### PHANTOM（ファントム）
Aランク。怪しげなかっこよさが魅力。ヴィンサントも愛用している。召喚時のメロディーは「ウワハハハハハ…PHANTOM」。
- サタンブレイド
- エクソダスブレイド
- ダークシールド
- ダークランス
- ビネガーランス
- ダークナイフ
- グリモンブローチ

### FLYING CAT（フライングキャット）
Bランク。ハイセンスなデザインが若者に大人気のブランド。召喚時のメロディーは「Hi!Hi!HiHiHi! Fly high! FLYING CAT!」。
- ストライプソード
- ストライプソードII
  - 登場話数 - 2話
- シルバースペードソード
- ホリデーキャットシールド
  - 登場話数 - 9、10話
- ホリデーアーチ
- ヒールドリンクFC

### NO BRAND（ノーブランド）
Bランク。ブランド性を持たない装備。略称「ノーブラ」。召喚時のメロディーは「NO BRAND」。
- ハリセンソード
- ピコピコハンマー
  - 登場話数 - 10話
- くだものナイフ
- バトルアックス
- ナイフ
- バードスタッフ
- エくそカリバー
- でんぢゃらすソード

### PACCARAT LAPA（パカラ・ラパ）
Bランク。召喚時のメロディーは「PACCARAT LAPA PACCARAT LAPA」。
- パカラチタンソードBタイプ
- パカラチタンシールドBタイプ
- パカラコロン

### QLORIS（クロリス）
Bランク。大陸で一番商品数がある人気ブランド。大量生産されているので高性能でも安価。
召喚時のメロディーは「冒険にたてQLORIS」。
- ウッドソード
  - 登場話数 - 1、2話
- ウッドアックス
  - 登場話数 - 4、5、13話
- ウッドシールド
  - 登場話数 - 1、2話
- ウッドシューター
- ナチュラルブローチ
  - 登場話数 - 10話
  - ナチュラルリング
- モスウッドソード
- モスウッドシールド

## テレビアニメ
2017年4月よりテレビ東京系列全6局にて放送。全編フル3DCGアニメーションとして制作される。
2017年4月13日から2018年4月19日まで放送された。その後、2018年5月2日から9月26日まで『スナックワールド 大冒険セレクション』のタイトルで傑作選が放送された。

### 制作
アニメでは、立体人形のようなキャラクターデザインや意図的にコマ抜きをした動きなど、3DCGながらストップモーション・アニメーション風の表現方法を取り入れている。
2015年4月7日、本作のパイロット版がレベルファイブよりYouTube上で公開された。パイロット版はフルコマから、動きがぎこちなく見えるか否かぎりぎりのところまでコマを抜きながら、表情やポーズをつけていくという手法がとられ、「キーアニメーションは数コマ打ちにする一方、アクションや回転運動、セカンダリー（髪や装飾等の動き）、ならびにカメラの動きはフルコマにする」というルールが制定された。
その結果、パイロット版は良い評判を得られた一方、不慣れなアニメーターがこの手法を使うと手抜きに見られる懸念があったため、テレビシリーズの制作は一度見送られた。
2016年の「LEVEL5 VISION 2016」で公開されたプロモーションビデオでは、アニメーターがコマ抜きに慣れ、うまく表現できるようになったため、音声をアフレコで再収録した際にも映像と音声にずれが生じることはなかった。
これを受け、OLMのCGスーパーバイザー・森泉仁智は、アニメーターの慣れの差を埋めるためにパイロット版の制作ルールを改訂し、テレビシリーズの制作ルールを定めた。
テレビシリーズ版のルールの一つに、身体の動きは基本的にフルコマにするというものがあり、慌てたときに手を振るといった誇張表現はコマ抜きにするという例外が定められている。この例外は、少しコマを抜いたほうが面白いという森泉の考えに由来するものである。
また、キャラクターの表情もアニメーターの個性によって大きな差が出ないようにするためにパラメーター化され、口パクや表情はコマ抜きにするというルールが定められた。
アニメーションの制作にはMayaとNUKEが用いられ、パイプラインの管理にはTACTICが用いられた。

### スタッフ
- 原作 - レベルファイブ
- 総監督・原案・シリーズ構成 - 日野晃博
- 監督 - もりたけし
- キャラクターデザイン - 長野拓造
- アートコンセプト - 荒川政子
- 設定協力 - 本村健、栗秋寿彦、深見敦子、岩渕由樹
- アートディレクター - 宮崎聡子
- CGスーパーバイザー - 森泉仁智
- 編集 - 三浦亜矢子
- 録音ディレクター - 矢野さとし
- 音響監督・音楽プロデューサー - 原太郎
- 音楽 - 近藤嶺
- アニメーションプロデューサー - 小林雅士
- プロデューサー - 紅谷佳和、木村朋枝
- アニメーション制作 - OLM Digital,Inc.
- 製作 - テレビ東京、電通、OLM

### 楽曲
テーマ曲
本作の主題歌はエンディングテーマのみとなっている。
「ムゲン・ザ・ワールド」（第1話 - 第18話）（『スナックワールド トレジャラーズ』のオープニングテーマ）
作詞 - 日野晃博 / 作曲・編曲 - 菊谷知樹 / 歌 - スージー・ロッソ
「オレはいつか花になる」（第19話 - 第37話）（『スナックワールド トレジャラーズ』のエンディングテーマ）
作詞 - 日野晃博 / 作曲・編曲 - 菊谷知樹 / 歌 - スージー・ロッソ/レーベル:FRAME by avex
「どん底からのカツ丼」（第38話 - 第50話）（『スナックワールド ゴールド』のオープニングテーマ）
作詞 - 日野晃博 / 作曲・編曲 - 菊谷知樹 / 歌 - 寺田真奈美/レーベル:FRAME by avex

劇中歌
「偉大なるO・N・E・E！」（第4話）
作詞 - 高木貴司 / 作曲・編曲 - 菊谷知樹 / 歌 - ジニーズ（岩田光央、子安武人、舘形比呂一）
「時は来た〜クラーケン儀式のうた〜」（第7話）
作詞 - ヒロハラノブヒコ / 作曲・編曲 - 近藤嶺 / 歌 - マーマンたち（幡野智宏、新川昇平）
「キノコのうた」（第9話）
作詞 - 浅田優美 / 作曲・編曲 - 近藤嶺 / 歌 - キノコたち、チャップ、マヨネ、ペペロン、ゴブさん（岡田恵、大原崇、愛河里花子、金光宣明、折笠富美子、広瀬有香、塾一久、潘めぐみ、竹達彩奈、杉村憲司、宮澤正）
「未来へのパスポート」（第9話）
作詞 - 小峯裕之 / 作曲・編曲 - 近藤嶺 / 歌 - チャップ、ペペロン、ゴブさん、キノコたち、ブッテリー、ジニーズ、カルボナーラ、ピーターパンパン、イエティ、マイケル、ピノキオバージョン3.0
（潘めぐみ、杉村憲司、宮澤正、岡田恵、大原崇、愛河里花子、金光宣明、折笠富美子、広瀬有香、塾一久、岩田光央、子安武人、舘形比呂一）
「赤ずきんちゃん無用心」（第10話）
作詞 - 高木貴司 / 作曲・編曲 - 菊谷知樹 / 歌 - 赤ずきん48（潘めぐみ、岡田恵、柚木涼香、広瀬有香、本多真梨子、折笠富美子）
「マッスルカーニバル」（第24話）
作詞 - 小峯裕之 / 作曲・編曲 - 近藤嶺 / 歌 - ジニーズA、ジニーズC、チリペッパー警部、マウンテンゴリラ（岩田光央、舘形比呂一、志村知幸、粟津貴嗣）
「オマエ小悪魔、オレ悪魔」（第36話）
作詞 - 日野晃博 / 作曲・編曲 - 近藤嶺 / 歌 - デビル・ボウイ（新川昇平）
「YoYo!ゴブラップ」（第41話）
作詞 - ヒロハラノブヒコ / 作曲・編曲 - 近藤嶺 / 歌 - ゴブさん（宮澤正）
「ともだちがいる」（第50話）
作詞 - 日野晃博 / 作曲・編曲 - 近藤嶺 / 歌 - チャップ、マヨネ、ペペロン、ゴブさん（潘めぐみ、竹達彩奈、杉村憲司、宮澤正）

### 各話リスト
特番などによる放送休止は以下の通り。
- 2017年6月1日『世界卓球×全仏テニス』
- 2017年9月28日『世界!ニッポン行きたい人応援団』
- 2018年1月4日『THEカラオケ★バトル』
- 2018年3月29日『激録・警察密着24時!! 〜2018春〜』

| 話数   | サブタイトル                            | 脚本             | 絵コンテ     | 放送日         | 大冒険セレクション 放送日 |
| ------ | --------------------------------------- | ---------------- | ------------ | -------------- | ------------------------- |
| 第1話  | オレならできる!メドゥーサ討伐           | 日野晃博         | もりたけし   | 2017年 4月13日 | 2018年 5月2日             |
| 第2話  | 過激なシンデレラ                        | 日野晃博         | もりたけし   | 4月20日        | -                         |
| 第3話  | ピノキオ バージョン3.0                  | 森ハヤシ         | もりたけし   | 4月27日        | -                         |
| 第4話  | ランプの魔人ジニーズ登場!               | 小峯裕之         | もりたけし   | 5月4日         | -                         |
| 第5話  | 砂漠のクラーケン                        | 赤尾でこ         | アミノテツロ | 5月11日        | -                         |
| 第6話  | なんでも斬ることができる剣!?            | 近藤祐次         | 鈴木龍太郎   | 5月18日        | -                         |
| 第7話  | そのとき、オレたちはすべてを知った      | ヒロハラノブヒコ | 高橋滋春     | 5月25日        | -                         |
| 第8話  | スーパー探検家ピーターパンパン          | 森ハヤシ         | 尼野浩正     | 6月8日         | -                         |
| 第9話  | 白雪ディープゾーン                      | 小峯裕之         | もりたけし   | 6月15日        | 5月9日                    |
| 第10話 | 新世代アイドル 赤ずきん48               | 近藤裕次         | もりたけし   | 6月22日        | 5月16日                   |
| 第11話 | セイレーン命懸けの愛                    | 赤尾でこ         | アミノテツロ | 6月29日        | 5月23日                   |
| 第12話 | ゴブリンになった王子                    | ヒロハラノブヒコ | 別所誠人     | 7月6日         | 5月30日                   |
| 第13話 | ブタ子、買います                        | 森ハヤシ         | もりたけし   | 7月13日        | 6月6日                    |
| 第14話 | 落ちこぼれのペペロン                    | 小峯裕之         | 鈴木龍太郎   | 7月20日        | 6月13日                   |
| 第15話 | マッチ売りのマヨネ                      | 森ハヤシ         | アミノテツロ | 7月27日        | 6月20日                   |
| 第16話 | チャップ ザ ビギニング                  | 日野晃博         | もりたけし   | 8月3日         | 7月4日                    |
| 第17話 | 走れ、シブチン!                         | 近藤裕次         | 鈴木龍太郎   | 8月10日        | 7月11日                   |
| 第18話 | 怒り爆発!ビネガーとの再会               | 小峯裕之         | 別所誠人     | 8月17日        | 7月18日                   |
| 第19話 | チャップ、新天地へ                      | 日野晃博         | もりたけし   | 8月24日        | -                         |
| 第20話 | なんてったってヴァンパイアハンター      | 赤尾でこ         | 鈴木龍太郎   | 8月31日        | -                         |
| 第21話 | 月夜のオッサンラプソディ                | ヒロハラノブヒコ | アミノテツロ | 9月7日         | -                         |
| 第22話 | ギンギンの銀の弾丸イグニッション        | 森ハヤシ         | もりたけし   | 9月14日        | -                         |
| 第23話 | チリペッパー警部の謎解き依頼            | 近藤祐次         | 鈴木龍太郎   | 9月21日        | -                         |
| 第24話 | ジニーズ殺人事件 犯人はゴブさん!?       | 小峯裕之         | 尼野浩正     | 10月5日        | -                         |
| 第25話 | マヨネのいない日                        | 赤尾でこ         | 鈴木龍太郎   | 10月12日       | -                         |
| 第26話 | さらばチリペッパー 最後の事件           | ヒロハラノブヒコ | 尼野浩正     | 10月19日       | -                         |
| 第27話 | ブタ子大作戦!スカードン接近遭遇!!       | 森ハヤシ         | もりたけし   | 10月26日       | -                         |
| 第28話 | 来たぞ!ドラゴン少林寺!!                 | 日野晃博         | もりたけし   | 11月2日        | -                         |
| 第29話 | 強敵!?ニンジャマン・アシュラ見参        | 近藤祐次         | 別所誠人     | 11月9日        | -                         |
| 第30話 | 伝説のデアファルコンを見た!             | 小峯裕之         | 鈴木龍太郎   | 11月16日       | -                         |
| 第31話 | ドラゴンナイトの試練 出てこい強いやつ!  | 赤尾でこ         | アミノテツロ | 11月23日       | -                         |
| 第32話 | 世紀の対決!?ジェニファー山本!           | 森ハヤシ         | もりたけし   | 11月30日       | -                         |
| 第33話 | 白雪デンジャラスゾーン                  | ヒロハラノブヒコ | 鈴木龍太郎   | 12月7日        | -                         |
| 第34話 | 聖竜への挑戦!大波乱のファイナルマッチ!  | 近藤祐次         | 鈴木龍太郎   | 12月14日       | -                         |
| 第35話 | 決戦前夜、メローラ姫にさよならを        | 小峯裕之         | 別所誠人     | 12月21日       | -                         |
| 第36話 | 大決戦ビネガーパレス!なるか1000倍返し!! | 森ハヤシ         | もりたけし   | 12月28日       | 7月25日                   |
| 第37話 | 勝負の行方!チャップ吼える!              | 日野晃博         | もりたけし   | 2018年 1月11日 | 8月1日                    |
| 第38話 | ヴィンサントの奮戦                      | 赤尾でこ         | アミノテツロ | 1月18日        | 8月8日                    |
| 第39話 | 伝説の鍛冶師、ゴエモンを探せ            | 小峯裕之         | 鈴木龍太郎   | 1月25日        | 8月15日                   |
| 第40話 | つくるぞ!グレート飛空艇!!               | 近藤祐次         | 別所誠人     | 2月1日         | -                         |
| 第41話 | 美しき淑女のペファニー                  | ヒロハラノブヒコ | 鈴木龍太郎   | 2月8日         | -                         |
| 第42話 | パカラ・ラパのうまうま大作戦!!          | 森ハヤシ         | アミノテツロ | 2月15日        | -                         |
| 第43話 | フェアリーエレクトロニクスの新製品      | 近藤祐次         | 鈴木龍太郎   | 2月22日        | -                         |
| 第44話 | グレートに飛べ!スカイバラクーダ!!       | 小峯裕之         | もりたけし   | 3月1日         | 8月22日                   |
| 第45話 | 恐怖のスカーゾーン                      | 赤尾でこ         | 鈴木龍太郎   | 3月8日         | 8月29日                   |
| 第46話 | がんばれ!勇者ロビンフッド               | ヒロハラノブヒコ | 別所誠人     | 3月15日        | -                         |
| 第47話 | 消えたスカードン                        | 森ハヤシ         | アミノテツロ | 3月22日        | 9月5日                    |
| 第48話 | 誕生!魔王みたいなやつ                   | 小峯裕之         | 鈴木龍太郎   | 4月5日         | 9月12日                   |
| 第49話 | 魔王デミグラスの秘密を暴け              | 日野晃博         | もりたけし   | 4月12日        | 9月19日                   |
| 第50話 | 大冒険はエンドレスだ!                   | 日野晃博         | もりたけし   | 4月19日        | 9月26日                   |

### 放送局
| 放送期間 | 放送時間           | 放送局             | 対象地域       | 備考                                 |
| --- | ------------------ | ------------------ | -------------- | ------------------------------------ |
| 2017年4月13日 - 2018年4月19日 | 木曜 19:25 - 19:53 | テレビ東京         | 関東広域圏     | 製作局                               |
| |                    | テレビ北海道       | 北海道         |                                      |
| |                    | テレビ愛知         | 愛知県         |                                      |
| |                    | テレビ大阪         | 大阪府         |                                      |
| |                    | テレビせとうち     | 岡山県・香川県 |                                      |
| |                    | TVQ九州放送        | 福岡県         |                                      |
| |                    | 奈良テレビ         | 奈良県         | / 字幕放送あり                       |
| 2017年4月15日 - 2018年4月21日 | 土曜 6:30 - 7:00   | BSジャパン         | 日本全域       | BS放送                               |
| 2017年4月20日 - 2018年4月26日 | 木曜 17:30 - 18:00 | テレビ和歌山       | 和歌山県       | [ 15 ]                               |
| 2017年4月22日 - 2018年4月28日 | 土曜 5:00 - 5:30   | 東北放送           | 宮城県         | [ 注 7 ]                             |
| 2017年5月7日 - 2018年4月29日 | 日曜 5:40 - 6:10   | テレビ金沢         | 石川県         |                                      |
| 2017年5月13日 - 2018年5月12日 | 土曜 4:50 - 5:20   | 新潟テレビ21       | 新潟県         |                                      |
| | 土曜 16:30 - 16:56 | キッズステーション | 日本全域       | 製作参加 / CS放送 / リピート放送あり |
| 2017年6月24日 - 2018年6月23日 | 土曜 5:30 - 6:00   | 長崎放送           | 長崎県         | [ 注 7 ]                             |
| 2017年9月3日 - 2018年4月29日 | 日曜 6:00 - 6:30   | 熊本放送           | 熊本県         | [ 17 ] [ 注 8 ]                      |
| テレビ東京系列は字幕放送、連動データ放送実施。また、テレビ東京系列（BSジャパンを含む）は提供読みは無く、縮小版・右下寄せでアバンタイトルと次回予告時にクレジットされる。 |                    |                    |                |                                      |

| 配信期間        | 配信時間        | 配信サイト |
| --------------- | --------------- | --- |
| 2017年4月13日 - | 木曜 20:00 更新 | あにてれ |
| 2017年4月20日 - | 木曜 12:00 更新 | バンダイチャンネル / dアニメストア / ひかりTV J：COMオンデマンド / U-NEXT / ニコニコチャンネル Amazonビデオ / TSUTAYA TV / Rakuten SHOWTIME DMM.com / ビデオマーケット / dTV GYAO! / Happy動画 / ビデオパス アニメ放題 / YouTube / Hulu |

### DVD
| 巻 | 発売日         | 収録話          | 規格品番   |
| -- | -------------- | --------------- | ---------- |
| 1  | 2017年11月15日 | 第1話 - 第25話  | TDV-27323D |
| 2  | 2018年6月13日  | 第26話 - 第50話 | TDV-28183D |

| テレビ東京系列 木曜19:25 - 19:53枠                                                                    | テレビ東京系列 木曜19:25 - 19:53枠                                     | テレビ東京系列 木曜19:25 - 19:53枠                                                                        |
| 前番組                                                                                                | 番組名                                                                 | 次番組 |
| --- | ---------------------------------------------------------------------- | --- |
| NARUTO -ナルト- 疾風伝 （2016年4月7日 - 2017年3月23日）                                               | スナックワールド （2017年4月13日 - 2018年4月19日）                     | BORUTO-ボルト- NARUTO NEXT GENERATIONS （2018年5月3日 - 9月20日） 【水曜17:55 - 18:25枠より移設して継続】 |
| テレビ東京系列 水曜17:55 - 18:25枠                                                                    |                                                                        | |
| BORUTO-ボルト- NARUTO NEXT GENERATIONS （2017年4月5日 - 2018年4月25日） 【木曜19:25 - 19:53枠に移動】 | スナックワールド 大冒険セレクション （2018年5月2日 - 9月26日） ※再放送 | トロールズ: シング・ダンス・ハグ! （2018年10月3日 - 2019年6月19日）                                       |

## アニメ映画
2015年12月19日に公開された『映画 妖怪ウォッチ エンマ大王と5つの物語だニャン!』の同時上映として本作のミニアニメが公開。
2016年12月17日に公開された『映画 妖怪ウォッチ 空飛ぶクジラとダブル世界の大冒険だニャン!』では、本編前に『スナックワールド 人嫌いのレニー』として同時上映された。主人公のチャップと人嫌いなドラゴンのレニーの友情を描く。

## 漫画
萬屋不死身之介による漫画が『月刊コロコロコミック』（小学館刊）にて2017年1月号から2018年8月号まで連載された。全3巻。
また、sho.tによる漫画が『週刊少年サンデーS』（小学館刊）にて2017年7月号から2018年4月号まで連載され、ウェブコミック配信サイト『サンデーうぇぶり』でも同じ内容のものが配信されていた。テレビアニメ版のコミカライズとなっており、コミックスでのタイトルは『TVAnimation スナックワールド』となっている。

## 小説
テレビアニメを元にした小説が『小学館ジュニア文庫』（著：松井香奈、小学館刊）にて2017年7月から2018年6月まで、全3巻発売された。

## 玩具
タカラトミーより発売。玩具内にはNFCチップが内蔵され、ゲームではタッチする事で読み取り連動させる事が可能。
フェアリポン
ジャラやスナックを連動させることにより、音声を聞くことや経験値「マナ」をチャージすることができる。
- フェアリブルー
- フェアリピンク
- フェアリブラック

ジャラ／スナック（トレジャラボックス）
トレジャラボックスはジャラ・スナックのいずれかを封入した宝箱型のブラインドパック。スナックはかざすことによってアイテムを入手したり専用クエストが発生することがある。カプセルトイ、食玩では連動内容が異なる「ライトスナック」を販売。
ジャラはレベルファイブによるデザインを3Dモデルに起こし、そのデータをアニメCGと玩具設計に共有利用している。
- トレジャラボックス 第1弾〜第8弾

第1弾・第2弾は復刻版も発売。第7弾は『イナズマイレブン アレスの天秤』とのコラボ。
ジャラホルダー
ジャラをキーホルダーのように付けられるホルダー。
- チャップver.
- マヨネver.
- ヴィンサントver.

トランスジャラシステム
2モードに変形するジャラ。
- フェアリクロスエッジ
- デトニックツインギア

スナックトランク / ジャラトランク
スナックやジャラ用の収納ケース。
LEVEL5 TOUCH専用 モバイルリーダーライター
NFC非搭載の3DS・2DSシリーズやスマートフォンとの送受信を可能にする。別仕様で玩具売場用のタッチポイントもある。
デタフィグ
フェアリポン連動の他、ゲームやジャラステと1日1回連動できるキャラクターフィギュア。全8種。
- チャップ
- マヨネ
- ヴィンサント
- ブタ子

- ジニーズ
- デアファルコン
- ドラゴンナイトチャップ
- ドラゴンナイトヴィンサント

## カードゲーム
- スナックワールド トレパカード

## コラボレーション
『トレジャラーズ』では作中に実在する商品が登場している。
- キューサイ
  - 青汁
- トンボ飲料
  - トンボシャンメリー シルバー
  - ラムネ
- カルビー
  - コンソメパンチ
  - カルビー クリスプ
  - ピザポテト

- ケロッグ
  - コーンフロスティ
- おやつカンパニー
  - ベビースターラーメン
  - ブタメン
- ショウワノート
  - ジャポニカ学習帳

## ジャラステ
『スナックワールド ジャラステ』は、タカラトミーアーツより2017年7月13日に稼働開始のチケットプリントタイプのアーケードゲーム。自身のアバター＋呼び出したモンスターやフレンド3体でチームとなりバトルをする。ジャラやスナックも使用可能。プレイ後の「ジャラ宝くじ」による抽選で筐体連動のガチャで限定ジャラを入手できる。別売の「セブカ」によりアバターやニックネーム、経験値などをセーブできる。
2018年10月4日から『スナックワールド ジャラステGOLD』にリニューアル。2019年1月より同じ筐体で他のゲーム（『ゾイドワイルド バトルカードハンター』『僕のヒーローアカデミア ヒーローズバトルラッシュ』）と切り替え共用となった。2021年5月をもって順次稼働終了。
- 2017年7月13日 - 第1弾稼働開始
- 2017年10月19日 - 第2弾稼働開始
- 2018年1月18日 - 第3弾稼働開始
- 2018年4月19日 - 第4弾稼働開始
- 2018年7月19日 - 第5弾稼働開始

- 2018年10月4日 - G1弾稼働開始
- 2018年11月29日 - G2弾稼働開始
- 2019年1月24日 - G3弾稼働開始
- 2019年4月25日 - G4弾稼働開始
- 2019年7月18日 - G5弾稼働開始
- 2019年10月10日 - G6弾稼働開始

## 常設ショップ
2017年7月より『妖怪ウォッチ』のオフィシャルショップとして営業していた「ヨロズマート」にて、当作品のグッズを扱うようになった。同年8月10日より「ヨロズマートミニ東京駅一番街店」（東京キャラクターストリート内）を除く全てのヨロズマートで当作品のグッズを扱うことになり、これを機に店名も「レベルファイブ ヨロズマート」と改称した。

## 海外進出
韓国では、2018年7月からテレビアニメが放送された。同年11月23日からは、スマートフォン向けアクションゲーム「SNACK WORLD VERSUS」の配信が開始され（日本では未配信）、CMでは女性グループ「今月の少女」のメンバーが起用された。